# Charleston (Arkansas)
Pour les articles homonymes, voir Charleston.
La ville de Charleston est le siège du comté de Franklin, dans l'Arkansas, aux États-Unis. Sa population, qui s’élevait à 2 494 habitants lors du recensement de 2010, est estimée à 2 467 habitants en 2019.

## Démographie
| Groupe          | Charleston | Arkansas | États-Unis |
| --------------- | ---------- | -------- | ---------- |
| Blancs          | 94,6       | 77,0     | 72,4       |
| Métis           | 2,1        | 2,0      | 2,9        |
| Amérindiens     | 1,4        | 0,8      | 0,9        |
| Afro-Américains | 0,9        | 15,4     | 12,6       |
| Autres          | 0,7        | 3,6      | 6,4        |
| Asiatiques      | 0,3        | 1,2      | 4,8        |
| Total           | 100,0      | 100,0    | 100,0      |
| Hispaniques     | 2,3        | 6,4      | 16,7       |

Selon l'American Community Survey, pour la période 2011-2015, 98,81 % de la population âgée de plus de 5 ans déclare parler l'anglais à la maison, 0,82 % l’espagnol et 0,37 % une autre langue.
| 1880 | 1890 | 1910 | 1920 | 1930 | 1940 | 1950 | 1960  |
| ---- | ---- | ---- | ---- | ---- | ---- | ---- | ----- |
| 393  | 370  | 576  | 734  | 851  | 958  | 968  | 1 036 |

| 1970  | 1980  | 1990  | 2000  | 2010  | - | - | - |
| ----- | ----- | ----- | ----- | ----- | - | - | - |
| 1 497 | 1 748 | 2 128 | 2 965 | 2 494 | - | - | - |

## Source
- (en) Cet article est partiellement ou en totalité issu de l’article de Wikipédia en anglais intitulé « Charleston, Arkansas » (voir la liste des auteurs).

1. ↑  (en) « Population and Housing Unit Estimates », United States Census Bureau, 24 mai 2020 (consulté le 27 mai 2020)
2. ↑  (en) « Census of Population and Housing », Census.gov (consulté le 4 juin 2015)
3. ↑  (en) « Annual Estimates of the Resident Population for Incorporated Places: April 1, 2010 to July 1, 2014 » [archive du 22 mai 2015] (consulté le 4 juin 2015)
4. ↑  (en) « Charleston, AR Population - Census 2010 and 2000 », sur censusviewer.com.
5. ↑  (en) « Population of Arkansas - Census 2010 and 2000 », sur censusviewer.com.
6. ↑  (en) « Language spoken at home by ability to speak English for the population 5 years and over », sur factfinder.census.gov (consulté le 20 mars 2017).
7. ↑  « Statistiques des États-Unis - Arizona - Profils des comtés de 2010 » (consulté en novembre 2020)